# Mikkel Desler
Mikkel Desler (Assens, 19 febbraio 1995) è un calciatore danese, difensore o centrocampista dell'Austin FC.

## Carriera

### Club
Cresciuto nelle giovanili dell'Assens, è poi entrato a far parte di quelle dell'Odense. Ha esordito in Superligaen in data 8 maggio 2014, subentrando a Mustafa Abdellaoue nella vittoria interna per 2-1 sul Randers.
Il 16 maggio 2017 ha realizzato il primo gol nella massima divisione danese, in occasione della partita persa per 2-1 sul campo del Silkeborg.
Il 20 marzo 2019 è stato ingaggiato dai norvegesi dell'Haugesund, a cui si è legato per i successivi tre anni. Il 31 marzo ha debuttato in Eliteserien, schierato titolare nella sconfitta per 3-2 arrivata in casa dello Strømsgodset.
L'11 luglio 2019 ha disputato la prima partita nelle competizioni europee per club, giocando dal primo minuto nella partita vinta per 0-1 in casa del Cliftonville, sfida valida per il primo turno di qualificazione all'Europa League.
Il 1º dicembre 2019 ha realizzato il primo gol nella massima divisione norvegese, nel 4-1 inflitto all'Odd.

### Nazionale
Desler ha rappresentato la Danimarca a livello Under-16, Under-17, Under-18, Under-19, Under-20 e Under-21.
Ha fatto parte della squadra che ha partecipato ai Giochi della XXXI Olimpiade, in cui la sua Danimarca è stata eliminata ai quarti di finale.
Per quanto concerne la selezione Under-21, ha effettuato il proprio debutto l'11 giugno 2015: ha sostituito Uffe Bech nel pareggio casalingo per 2-2 contro la Svezia, in amichevole.

## Statistiche

### Presenze e reti nei club
Statistiche aggiornate al 9 giugno 2024.
| Stagione         | Club             | Campionato        | Campionato | Campionato | Coppe nazionali | Coppe nazionali | Coppe nazionali | Coppe continentali | Coppe continentali | Coppe continentali | Supercoppe | Supercoppe | Supercoppe | Totale | Totale |
| Stagione         | Club             | Comp              | Pres       | Reti       | Comp            | Pres            | Reti            | Comp               | Pres               | Reti               | Comp       | Pres       | Reti       | Pres   | Reti   |
| ---------------- | ---------------- | ----------------- | ---------- | ---------- | --------------- | --------------- | --------------- | ------------------ | ------------------ | ------------------ | ---------- | ---------- | ---------- | ------ | ------ |
| 2012-13          | Odense           | SL                | 0          | 0          | CD              | 0               | 0               | -                  | -                  | -                  | -          | -          | -          | 0      | 0      |
| 2013-14          | Odense           | SL                | 2          | 0          | CD              | 0               | 0               | -                  | -                  | -                  | -          | -          | -          | 2      | 0      |
| 2014-15          | Odense           | SL                | 27         | 0          | CD              | 1               | 0               | -                  | -                  | -                  | -          | -          | -          | 28     | 0      |
| 2015-16          | Odense           | SL                | 19         | 0          | CD              | 0               | 0               | -                  | -                  | -                  | -          | -          | -          | 19     | 0      |
| 2016-17          | Odense           | SL                | 34         | 1          | CD              | 0               | 0               | -                  | -                  | -                  | -          | -          | -          | 34     | 1      |
| 2017-18          | Odense           | SL                | 22         | 0          | CD              | 1               | 0               | -                  | -                  | -                  | -          | -          | -          | 23     | 0      |
| 2018-mar. 2019   | Odense           | SL                | 12         | 0          | CD              | 3               | 0               | -                  | -                  | -                  | -          | -          | -          | 15     | 0      |
| Totale Odense    | Totale Odense    | Totale Odense     | 116        | 1          |                 | 5               | 0               |                    | -                  | -                  |            | -          | -          | 121    | 1      |
| 2019             | Haugesund        | ES                | 29         | 1          | CN              | 5               | 0               | UEL                | 6                  | 0                  | -          | -          | -          | 40     | 1      |
| 2020             | Haugesund        | ES                | 28         | 0          | -               | -               | -               | -                  | -                  | -                  | -          | -          | -          | 28     | 0      |
| 2021             | Haugesund        | ES                | 10         | 0          | -               | -               | -               | -                  | -                  | -                  | -          | -          | -          | 10     | 0      |
| Totale Haugesund | Totale Haugesund | Totale Haugesund  | 67         | 1          |                 | 5               | 0               |                    | 6                  | 0                  |            | -          | -          | 78     | 1      |
| ago. 2021-22     | Tolosa           | L2                | 38         | 1          | CF              | 2               | 0               |                    | -                  | -                  |            | -          | -          | 40     | 1      |
| 2022-23          | Tolosa           | L1                | 27         | 1          | CF              | 5               | 0               |                    | -                  | -                  |            | -          | -          | 32     | 1      |
| 2023-24          | Tolosa           | L1                | 24         | 0          | CF              | 0               | 0               | UEL                | 7                  | 1                  |            | -          | -          | 31     | 1      |
| Totale Tolosa    | Totale Tolosa    | L2 + L1           | 89         | 2          | CF              | 7               | 0               | UEL                | 7                  | 1                  |            | -          | -          | 103    | 3      |
| Totale           | Totale           | SL + ES + L2 + L1 | 272        | 4          | CD + CN + CF    | 17              | 0               | UEL                | 13                 | 1                  |            | -          | -          | 302    | 5      |

## Palmarès

### Club

#### Competizioni nazionali
- Ligue 2: 1

Tolosa: 2021-2022
- Coppa di Francia: 1

Tolosa: 2022-2023